# محطات المياه (من الأفضل الاتصال بسول)
«محطات المياه» (بالإنجليزية: Waterworks)‏ هي الحلقة الثانيه عشر وما قبل الأخيرة للموسم السادس من مسلسل إيه إم سي التلفزيوني الدرامي من الأفضل الاتصال بسول، المسلسل يُعتبر بادئة من مسلسل اختلال ضال. تم بث الحلقة في 11 يوليو 2022 على قناة إيه إم سي بالولايات المتحدة. خارج الولايات المتحدة، تم عرض الحلقة لأول مرة على خدمة البث نتفليكس في عدة بلدان.

## الاستقبال

### التقييمات
شاهد الحلقة ما يقدر بنحو 1.32 مليون مشاهد خلال أول بث له على إيه إم سي في 8 أغسطس 2022.

## وصلات خارجية
- «محطات المياه» على إيه إم سي (بالإنجليزية)
- «محطات المياه» على قاعدة بيانات الأفلام على الإنترنت (بالإنجليزية)